# Acatepec (thành phố)
Acatepec là thành phố thủ phủ của khu đô thị tự trị Acatepec bang Guerrero, tây nam México. Tính đến năm 2010, dân số là 2.238 người. Acatepec là nơi đông dân nhất khu đô thị nhưng chiếm chưa đến 10% tổng dân số.